# Diphasia attenuata
Diphasia attenuata är en nässeldjursart som först beskrevs av Walter Douglas Hincks 1866.  Diphasia attenuata ingår i släktet Diphasia och familjen Sertulariidae. Arten är reproducerande i Sverige. Inga underarter finns listade i Catalogue of Life.